# Bąsewice
Bąsewice (kaszb. Bąsewice lub też Bąszëce, niem. Bonswitz) – osada kaszubska w Polsce położona w województwie pomorskim, w powiecie lęborskim, w gminie Nowa Wieś Lęborska. Wieś jest częścią składową sołectwa Tawęcino.
W latach 1975–1998 miejscowość administracyjnie należała do województwa słupskiego.